# Dusona parallela
Dusona parallela är en stekelart som beskrevs av Gupta 1977. Dusona parallela ingår i släktet Dusona och familjen brokparasitsteklar. Inga underarter finns listade i Catalogue of Life.